# Rough Night
Rough Night (Hasta que el cuerpo aguante en Hispanoamérica, Una noche fuera de control en España y estrenada en algunos países con el título Girls' Night Out) es una película estadounidense de 2017 dirigida por Lucia Aniello y protagonizada por Scarlett Johansson, Zoë Kravitz, Kate McKinnon, Jillian Bell, Ilana Glazer, Paul Downs, Ty Burrell y Demi Moore. Fue estrenada en los Estados Unidos el 16 de julio de 2017 por Columbia Pictures. Recibió críticas mixtas y recaudó 47 millones de dólares con un presupuesto de 26 millones.

## Sinopsis
En 2006, cuatro amigas, Jess, Alice, Frankie y Blair, se reunieron durante su primer año de universidad en la Universidad George Washington. Una década después planean una reunión cuando Jess está a punto de casarse con su prometido Peter, y Alice decide que las cuatro deberían pasar el fin de semana en Miami de fiesta. Una vez allí, a las cuatro se les une Pippa, una amiga de Jess. Las amigas se drogan y festejan en un club y luego Frankie decide contratar a un hombre desudista, Jay. Cuando Jay llega a la puerta, Alice decide saltar sobre él, causando que ambos caigan y que Jay se golpee la cabeza en la esquina de la chimenea, matándolo. Allí empiezan los verdaderos problemas de estas amigas, que deben decidir qué hacer con el desnudista fallecido, quien a fin de cuentas resulta ser un ladrón de joyas.

## Reparto
- Scarlett Johansson cono Jessica "Jess" Thayer.
- Kate McKinnon como Pippa "Kiwi".
- Jillian Bell como Alice.
- Ilana Glazer como Frankie.
- Zoë Kravitz como Blair.
- Paul W. Downs como Peter.
- Ty Burrell como Pietro.
- Demi Moore como Lea.
- Karan Soni como Raviv.
- Enrique Murciano como Dte. Ruiz
- Dean Winters como Dte. Frasier
- Ryan Cooper como Jay.
- Colton Haynes como Scotty McBody.
- Bo Burnham como Tobey.
- Eric André como Jake.
- Hasan Minhaj como Joe.
- Patrick Carlyle como Patrick.

## Recepción
En Rotten Tomatoes cuenta con un 44% de aprobación basada en 148 reseñas. Su consenso afirma: "El reparto de la película entrega risas esporádicas, pero sus talentos no son aprovechados en esta comedia que pierde demasiadas oportunidades".